# Dishan Kala
 (décembre 2023).
Le Dishan Kala (traduction : forteresse extérieure, en ouzbek : Dishan Qal’a) est une partie de la citadelle de Khiva. Elle a été construite par le khan de Khiva, Allahquli Khan, en 1842 pour protéger Khiva des attaques extérieures. La construction a mobilisé un grand nombre de personnes et la forteresse a été achevée en 6 semaines. Le mur (longueur de 6250 mètres, hauteur de 7 à 8 mètres, épaisseur de 5 à 6 mètres) entourait la forteresse. Dishan Kala possédait 10 portes : Hazorasp (Mouton), Pishkanik, Bogi Shamol, Shaykhs, Tozabog, Chakhimardan, Doshoyoq, Qosh, Gadoylar et Gandumiyon (seules les portes Hazorasp et Qosh ont survécu). Les principales rues de Dishan Kala (Hazorasp, Bogi Shamol, Shohimardon, Qosh) ont préservé de nombreux monuments tels que le palais de Nurullabai, la médersa et la mosquée de Sayidboy, Sayid Mohi Rui Jahan, Toʻrt Shabboz et les complexes d'Abdolbobo. Aujourd'hui, Dishan Kala abrite des bâtiments administratifs et résidentiels ainsi que des cours intérieures,,.

## Histoire
Allahquli Khan a construit une forteresse de défense extérieure en 1842 pour protéger Khiva des attaques des Yomuts, l'une des tribus turkmènes. Selon le poète et traducteur Ogahi, Allahquli Khan a contraint tous ses serviteurs à travailler gratuitement pendant 12 jours par an et a construit les murs de Dishan Kala en 3 ans. Plus de 200 000 personnes ont participé à la construction du mur. La terre utilisée pour la construction a été creusée à deux kilomètres au nord de la ville, dans une zone appelée Govukkol. Il y a maintenant un grand lac à cet endroit.

## Architecture
Dishan Kala a été construite en briques cuites. Tout le long du mur, il y avait des tours semi-circulaires tous les 30 mètres, avec une passerelle d'environ 1,5 à 2 mètres de largeur sur la partie supérieure. Il y avait des meurtrières sur le sommet des murs pour permettre aux archers de tirer des flèches. Le système de défense comprenait des canaux remplis d'eau. Toutes les portes étaient fermées la nuit. Les tours étaient construites 4 à 5 mètres en avant du mur pour surveiller les environs. Lorsque le danger se présentait, les gardes allumaient des feux et se signalaient mutuellement. La forteresse avait dix portes nommées Hazorasp, Bogishamol, Shixlar, Pishkanik, Shohimardon, Doshyoq, Tozabog, Gadoylar, Gandimyon et Ourguentch.
Les murs et plusieurs portes de la forteresse ont été détruits en 1873 lorsque les troupes russes dirigées par le général von Kaufman l'ont capturée. Pendant la période soviétique, le mur a été utilisé comme matériau de construction pour produire des briques. Seuls environ 1400 à 1600 mètres du mur ont survécu jusqu'à ce jour. En 2005, la partie nord de la forteresse, longue de 80 mètres, a été restaurée dans son état d'origine par le bureau de l'UNESCO en Ouzbékistan. En 2008-2009, 140 mètres supplémentaires ont été réparés par le ministère de la Culture et des Sports de l'Ouzbékistan, et une zone de protection de 30 mètres a été établie autour du mur de Dishan Kala par décret du Cabinet des ministres de la République d'Ouzbékistan en 2007,.
Dans les villes orientales, les portes et les entrées des bâtiments publics et des maisons privées ont toujours revêtu une grande importance. Plus elles sont impressionnantes, plus la ville, les bâtiments et leurs auteurs sont respectés et reconnus. Par conséquent, les portes ont été et restent une partie importante de la conception urbaine. Les portes étaient décorées de magnifiques carreaux colorés et de versets du Coran. Parfois, les portes comportaient des inscriptions qui louaient le khan ou des extraits de poèmes.

### Les murs de Deshan-Kala avaient 10 portes
1. La porte de Hazorasp est située dans la partie nord-est de la ville. La route menant à Yangiaryk, Khanka et Hazorasp passe par cette porte.
2. La porte de Pishkanik était située à l'est et elle tirait son nom d'un kishlak voisin. Elle était également appelée Kumyaska car une mahalla (quartier résidentiel) du même nom était située à proximité de la porte.

## Porte Gandimiyon (1842-1970)
La porte de Gandimiyon a été nommée d'après le village voisin où le traité de Gandimyan a été signé en 1873, annexant le khanat de Khiva à l'Empire russe. La porte a été démolie et une usine de nettoyage du coton a été construite à sa place. La porte de Gandimiyon a été entièrement restaurée en 1970 grâce à l'aide de dessins et de photographies anciennes.

## Porte Hazorasp (19e siècle)
La porte a été reconstruite en briques cuites en 1842 sur ordre d'Allahquli Khan lors de la construction des murs de Dishan Kala. Elle est composée de deux grandes tours d'observation de chaque côté du large passage le long de la route de Yangiaryk. Au-dessus du passage, il y a une galerie avec des fenêtres en arc de chaque côté, et son sommet est décoré de créneaux. C'est le seul élément décoratif de la porte, mais la structure impressionne par ses formes expressives. La porte relie Khiva aux établissements de Yangiaryk, Bogot, Khanqa et Hazorasp. Les dimensions sont les suivantes : selon le plan, 23,5 mètres de longueur sur 6,5 mètres de largeur ; hauteur : 12,2 mètres.

## Porte «Qo'sh Darvoza» (1912)
La porte nord de Dishan Kala, sur le chemin d'Ourguentch, a été construite au début du XXe siècle. Elle est dotée de trois tours cylindriques à l'extérieur, avec deux passages et une galerie traditionnelle couverte de fenêtres entre eux. Des salles de service se trouvent de chaque côté des passages. La façade principale de la porte est décorée de mosaïques sur les tours. Les petites coupoles des tours sont ornées de carreaux turquoise. Les dimensions de la porte sont les suivantes : selon le plan, 25 mètres de longueur sur 17 mètres de largeur, avec une hauteur de 9,45 mètres.